# Gisselle
Gisselle Ortiz Cáceres (Nueva York; 28 de marzo de 1969), conocida simplemente como Gisselle, es una cantante puertorriqueño-estadounidense enfocada por el  Merengue.

## Biografía
Gisselle nació en la ciudad de Nueva York de padres puertorriqueños. Mostró interés en las artes desde temprana edad y comenzó a bailar en la Academia Ita Medina cuando tenía 15 años. Participó como bailarina en varios espectáculos en lugares como el Centro de Artes Escénicas Luis A. Ferré. Después de eso, se convirtió en bailarina e intérprete habitual en programas de variedades como Super Sábados y El Show de las 12.
Fue entonces cuando comenzó a inclinarse hacia una carrera en la música. Se unió a Kaviar, un grupo de merengue compuesto por mujeres, con quienes actuó durante casi dos años. De 1991 a 1993, actuó con el grupo Punto G. Después de eso, decidió seguir una carrera en solitario y fue firmada por el sello BMG.
En 1995, Bonny Cepeda produjo su primer álbum que produjo varios éxitos como "Perfume de mujer en tu camisa" y "Pesadilla". También recibió premios oro y platino, y varios premios más.
En 1996, su segundo álbum, A Que Vuelve, fue lanzado con muchos elogios. El álbum alcanzó las 200,000 unidades vendidas. Su tercer álbum, Quiero Estar Contigo, fue igualmente exitoso alcanzando los primeros lugares en las listas de Billboard. El álbum presentó una versión del tema de Juan Gabriel, Perdóname, olvídalo en un dúo con el dominicano Sergio Vargas, que tuvo mucho éxito. Luego, lanzaron un álbum juntos titulado Juntos.
A finales de los 90, Gisselle lanzó el álbum Atada que le valió una nominación al Grammy. Su seguimiento, Voy a Enamorarte, lanzado en 2000, contó con Gisselle cantando baladas y bachatas. En 2002, recibió otra nominación al Grammy por su álbum titulado simplemente 8.
El próximo álbum de Gisselle, En alma, cuerpo y corazón, presentaba a la cantante incursionando en la música pop. Sin embargo, en 2004 regresó al merengue con su nuevo álbum Contra la Marea.

## Carrera como actriz
Al principio de su carrera, Gisselle apareció en varios bocetos comedia en programas como Esto no es un show, Mira que TVO, El Show de las 12 y No te Duermas.
En 2001, protagonizó la obra El bombón de Elena.
Recientemente apareció en la obra La Verdadera Historia de Pedro Navaja, con Gilberto Santa Rosa y Yolandita Monge.

## Anfitrión de radio
En 2007, Gisselle fue invitada a presentar el programa de radio matutino El Bayú de la Mañana en SalSoul. Después de un par de meses, cambió los turnos de alojamiento La Perrera en la misma estación. Ahora ella tiene un programa de radio llamado: "El Show de Giselle y Jesse" con Jesse Calderon.

## Vida personal
Gisselle se casó a principios de la década de 1990 y tiene un hijo, Viadel, de esa relación. Viadel nació en 1994. Gisselle también tiene un hermano llamado Miguel A Ortiz Cáceres y vive en Hartford, CT. Después de su divorcio, ha tenido relaciones con  modelo y actor Julian Gil, y jugador de béisbol Roberto Alomar.